# 10720 Danzl
10720 Danzl (1986 GY) là một tiểu hành tinh vành đai chính được phát hiện ngày 5 tháng 4 năm 1986 bởi Spacewatch ở Kitt Peak.